# 샌안토니오역
샌안토니오역(영어: San Antonio Station)은 암트랙이 운영하고 있는 역으로 텍사스주 샌안토니오 다운타운 샌안토니오에 위치해 있다. 이 역에서 출발하는 암트랙 스루웨이 모토코치(영어: Amtrak Thruway Motorcoach) 버스는 할린전, 브라운즈빌, 맥앨런을 연결한다.
이 역을 경유하는 장거리 열차는 텍사스 이글과 선셋 리미티드가 있으며 이 역에서 분기해 각각 휴스턴 역과 샌마르코스 역으로 운행한다.
1975년 미국 국립사적지에 등록되었다.